# Reid Hoffman
Reid Hoffman, né le 5 août 1967 à Stanford en Californie, est un homme d'affaires et capital risqueur américain. Il fait partie des fondateurs du réseau social professionnel LinkedIn, et également de Inflection AI.

## Biographie

### Jeunesse et formation
Reid Hoffman grandit à Berkeley. Il est le fils d'un couple d'avocats. Jugeant ses résultats scolaires médiocres, il s'inscrit lui-même à la Putney School (en), un internat situé dans le Vermont. Hoffman intègre l'université Stanford, où il fait la connaissance de Peter Thiel. Les deux amis sont élus au conseil étudiant (student senate). Hoffman étudie les neurosciences et choisit les systèmes symboliques (symbolic systems) comme matière principale. Il obtient une licence (bachelor of science) en 1990 et bénéficie d'une bourse Marshall afin de poursuivre ses études au Royaume-Uni. En 1993, il obtient une maîtrise (master of arts) en philosophie de l'université d'Oxford.
Reid Hoffman s’est décrit lui-même comme un joueur passionné de jeu de rôle sur table. Son premier emploi rémunéré (à l’âge de 12 ans) était éditeur pour la compagnie de jeux Chaosium, alors basée à Oakland, près de son domicile. Bien qu’il n’avait que 14 ans à l’époque, le nom de Hoffman figurait sur la boîte Borderlands (en) du jeu de rôle Runequest de Chaosium (1982), recevant une paie égale à Steve Perrin, Sandy Petersen et Greg Stafford.

### Carrière
Alors qu'il semble promis à une carrière universitaire, Reid Hoffman décide de se lancer dans le monde de l'entreprise. En 1994, il est recruté par Apple et travaille au sein du groupe dédié à l'expérience utilisateur. Deux ans plus tard, il souhaite acquérir de l’expérience en matière de gestion de produits et rejoint Fujitsu. En 1997, Hoffman assemble une équipe et fonde le site web de rencontre SocialNet, qui est racheté en 2001 par son concurrent MatchNet. L'homme d'affaires siège au conseil d'administration de Confinity, une société cofondée par Peter Thiel travaillant sur un système de paiement en ligne. Il décide de quitter SocialNet dès 2000 afin de rejoindre Confinity. La société fusionne avec X.com et donne naissance à PayPal. Hoffman occupe le poste de vice-président exécutif et gère les relations extérieures de l'entreprise, notamment avec Visa et MasterCard. En 2002, eBay fait l'acquisition de PayPal,.
Reid Hoffman cofonde LinkedIn en 2003 et reste chief executive officer (CEO) jusqu'en 2007. Il assume ensuite la présidence du conseil d'administration. En 2009 il rejoint Greylock Partners, une firme de capital risque, qui participe au financement de startups.
En 2011, il siège au conseil d'administration de huit sociétés, dont Zynga et Mozilla Corporation.
Il participe aux réunions du groupe Bilderberg de 2014, 2015, 2016 et 2017,,,,,,,.
En 2024, sa fortune est estimée à 2,5 milliards de dollars.
Critique de Donald Trump, il soutient en vain son adversaire Nikki Haley lors des primaires présidentielles du Parti républicain américain de 2024. Il annonce ensuite soutenir le président démocrate sortant Joe Biden.

## Récompenses
En 2011, Reid Hoffman et Jeff Weiner reçoivent le prix « entrepreneur de l'année », parrainé par le cabinet d'audit financier Ernst & Young.

## Ouvrage
- Impromptu : Amplifying Our Humanity Through AI, Dallepedia LLC, 2023.